# Nicolas Escudé
Nicolas Escudé   (Chartres, 3 d'abril de 1976) és un tennista professional francès retirat. El seu germà Julien Escudé va ser futbolista professional francès. Malgrat ser esquerrà, va aprendre a jugar amb la mà dreta.
En el seu palmarès consten quatre títols individuals i dos en dobles masculins del circuit ATP. Va arribar a ocupar el dissetè lloc del rànquing individual l'any 2000.
Va formar part de l'equip francès de Copa Davis en diversos ocasions i va tenir un paper molt destacat en el títol aconseguit l'edició de 2001.
Després de la seva retirada, va ser capità de l'equip francès de Fed Cup entre els anys 2009 i 2012, i posteriorment també va ser entrenador de tennis de Nicolas Mahut, Thierry Ascione i Jo-Wilfried Tsonga. Posteriorment va exercir com a director tècnic de la Federació francesa de tennis.

## Palmarès

### Individual: 6 (4−2)
| Llegenda (pre/post 2009)                                 |
| -------------------------------------------------------- |
| Grand Slams (0−0)                                        |
| Tennis Masters Cup / ATP Finals (0−0)                    |
| ATP Masters Series / ATP World Tour Masters 1000 (0−0)   |
| ATP International Series Gold / ATP World Tour 500 (2−0) |
| ATP International Series / ATP World Tour 250 (2−2)      |

| Títols per superfície |
| --------------------- |
| Dura (4−1)            |
| Gespa (0−1)           |
| Terra batuda (0−0)    |

| Resultat  | Núm. | Data                 | Torneig                         | Superfície | Oponent        | Marcador         |
| --------- | ---- | -------------------- | ------------------------------- | ---------- | -------------- | ---------------- |
| Guanyador | 1.   | 3 d'octubre de 1999  | Tolosa, França                  | Dura (i)   | Daniel Vacek   | 7−5, 6−1         |
| Finalista | 1.   | 19 de juny de 2000   | 's-Hertogenbosch, Països Baixos | Gespa      | Patrick Rafter | 1−6, 3−6         |
| Guanyador | 2.   | 25 de febrer de 2001 | Rotterdam, Països Baixos        | Dura (i)   | Roger Federer  | 7−5, 3−6, 7−6(5) |
| Finalista | 2.   | 17 de febrer de 2002 | Marsella, França                | Dura (i)   | Thomas Enqvist | 7−6(4), 3−6, 1−6 |
| Guanyador | 3.   | 24 de febrer de 2002 | Rotterdam (2)                   | Dura (i)   | Tim Henman     | 3−6, 7−6(7), 6−4 |
| Guanyador | 4.   | 11 de gener de 2004  | Doha, Qatar                     | Dura       | Ivan Ljubičić  | 6−3, 7−6(4)      |

### Dobles masculins: 2 (2−0)
| Llegenda (pre/post 2009)                                 |
| -------------------------------------------------------- |
| Grand Slams (0−0)                                        |
| Tennis Masters Cup / ATP Finals (0−0)                    |
| ATP Masters Series / ATP World Tour Masters 1000 (1−0)   |
| ATP International Series Gold / ATP World Tour 500 (0−0) |
| ATP International Series / ATP World Tour 250 (1−0)      |

| Títols per superfície |
| --------------------- |
| Dura (2−0)            |
| Gespa (0−0)           |
| Terra batuda (0−0)    |

| Resultat  | Núm. | Data                  | Torneig          | Superfície | Parella         | Oponents                       | Marcador    |
| --------- | ---- | --------------------- | ---------------- | ---------- | --------------- | ------------------------------ | ----------- |
| Guanyador | 1.   | 17 de febrer de 2002  | Marsella, França | Dura (i)   | Arnaud Clément  | Julien Boutter Max Mirnyi      | 6−4, 6−3    |
| Guanyador | 2.   | 3 de novembre de 2002 | París, França    | Dura (i)   | Fabrice Santoro | Gustavo Kuerten Cédric Pioline | 6−3, 7−6(6) |

## Trajectòria

### Individual
| Open d'Austràlia | A   | A   | A   | A   | A   | SF    | A     | 4R    | 2R    | 3R    | 3R    | 3R   | 0 / 6     | 15 – 6    |
| Roland Garros | 1R  | A   | A   | A   | 3R  | 2R    | 2R    | 1R    | 1R    | 1R    | 1R    | 4R   | 0 / 9     | 7 – 9     |
| Wimbledon | A   | A   | A   | A   | A   | 2R    | A     | 2R    | QF    | 3R    | 2R    | A    | 0 / 5     | 9 – 5     |
| US Open | A   | A   | A   | A   | 2R  | 1R    | QF    | A     | 2R    | A     | A     | A    | 0 / 4     | 6 – 4     |
| Total Victòries−Derrotes | 0−1 | 0−0 | 1−2 | 0−0 | 6−6 | 23−21 | 20−17 | 28−23 | 33−23 | 30−17 | 14−10 | 17−9 | 172 – 129 | 172 – 129 |
| Rànquing a final d'any | 670 | 646 | 189 | 413 | 93  | 37    | 37    | 48    | 27    | 34    | 114   | 64   |           |           |
| Llegenda: G: Guanyador; F: Finalista; SF: Semifinalista; QF: Quarts de final; Q: Qualificació; A: Absent; RR: Round Robin; NC: No celebrat |     |     |     |     |     |       |       |       |       |       |       |      |           |           |

### Dobles masculins
| Open d'Austràlia | A   | A   | A   | A   | A   | A   | A   | A   | 1R   | A    | A   | A   | 0 / 1   | 0 – 1   |
| Roland Garros | 1R  | A   | A   | A   | 1R  | 1R  | 2R  | 1R  | SF   | A    | 3R  | 2R  | 0 / 8   | 8 – 8   |
| Wimbledon | A   | A   | A   | A   | A   | A   | A   | A   | 1R   | A    | A   | A   | 0 / 1   | 0 – 1   |
| US Open | A   | A   | A   | A   | A   | A   | A   | A   | 2R   | A    | A   | A   | 0 / 1   | 1 – 1   |
| Total Victòries−Derrotes | 0−1 | 0−0 | 0−0 | 0−0 | 2−2 | 2−3 | 4−6 | 8−8 | 8−10 | 21−9 | 6−6 | 6−3 | 57 – 49 | 57 – 49 |
| Rànquing a final d'any | 665 | 935 | 380 | 459 | 216 | 551 | 285 | 140 | 86   | 40   | 142 | 169 |         |         |
| Llegenda: G: Guanyador; F: Finalista; SF: Semifinalista; QF: Quarts de final; Q: Qualificació; A: Absent; RR: Round Robin; NC: No celebrat |     |     |     |     |     |     |     |     |      |      |     |     |         |         |